# 12 април
12 април е 102-рият ден в годината според григорианския календар (103-ти през високосна). Остават 263 дни до края на годината.

## Събития
- 238 г. – Римският император Гордиан II загива в битка с Максимин Трак, а баща му, съимператор Гордиан I се самоубива, научавайки за смъртта на сина си.
- 467 г. – Антемий става император на Римската империя.
- 971 г. – Византийската армия на император Йоан I Цимиски навлиза в българските земи.
- 1796 г. – Наполеон печели първата си значима победа при Монтеноте, разбивайки австрийските и сардинските войски.
- 1815 г. – По време на изригването на вулкана Тамбора загиват около 10 000 души.
- 1849 г. – Италианският астроном Анибал де Гаспарис открива 10 Хигея – четвъртият по големина астероид.
- 1861 г. – Американска гражданска война: Войници от Юга атакуват федералния контингент във Форт Съмтър в пристанището на Чарлстън (Южна Каролина). Това дава повод за начало на войната.
- 1896 г. – Основан е Хановер 96, немски футболен клуб.
- 1897 г. – По време на гръцко-турската война от края на 19 век османската армия влиза в Тирнавос, което историческо събитие е отразено във филма „Превземането на Тирнавос“.
- 1903 г. – В Лондон е пуснат първият в света градски автобус с Двигател с вътрешно горене.
- 1911 г. – В Санкт Петербург е проведен първият всеруски Аргонавтен конгрес.
- 1914 г. – Пиесата на Джордж Бърнард Шоу Пигмалион се играе за първи път в Лондон.
- 1919 г. – Приет е Закон за конфискуване на незаконно придобитите имоти от държавни чиновници за времето след 17 септември 1912 г.
- 1927 г. – Чан Кай-ши предотвратява опит за комунистически преврат в Китай и установява еднолична власт.
- 1933 г. – Народното събрание отнема мандата на 33 народни представители от Работническата партия във връзка със Закона за защита на държавата.
- 1935 г. – Осъществен е първият полет на британския самолет Бристол Бленхайм.

- 1940 г. – Състои се премиерата на американския игрален филм Ребека.
- 1945 г. – Американският президент Франклин Делано Рузвелт умира, докато е в кабинета си; като 33-ти президент на САЩ полага клетва вицепрезидента Хари Труман.
- 1954 г. – Бил Хейли записва на плоча песента си „Rock around the clock“, поради което денят се счита за рождена дата на рокендрола.
- 1955 г. – Ваксината срещу детски паралич, създадена от американския лекар Джонъс Солк е обявена за ефективна.
- 1961 г. – СССР изстрелва в Космоса Восток 1 – първият пилотиран космически кораб с космонавта Юрий Гагарин на борда.
- 1965 г. – Арестувани са участниците в Опита за преврат срещу Тодор Живков.
- 1981 г. – САЩ изстрелват първата космическа совалка – Колумбия.
- 1990 г. – Премиерът Андрей Луканов обявява мораториум върху плащанията по външния дълг на България.
- 1992 г. – Във Франция е открит европейски Дисниленд.
- 2002 г. – Опит за военен преврат срещу президента на Венецуела Уго Чавес.
- 2002 г. – Състои се премиерата на филма Авалон в Полша.

## Родени
- 599 г. пр.н.е. – Махавира, основател на джайнизма († 527 пр.н.е.)
- 1500 г. – Йоахим Камерариус, германски просветител († 1574 г.)
- 1748 г. – Антоан-Лоран дьо Жусийо, френски ботаник († 1836 г.)
- 1823 г. – Александър Островски, руски писател († 1886 г.)
- 1839 г. – Николай Пржевалски, руски изследовател на Азия († 1888 г.)
- 1871 г. – Август Ендел, немски архитект († 1925 г.)
- 1871 г. – Йоанис Метаксас, министър-председател на Гърция († 1941 г.)
- 1872 г. – Никола Мушанов, български политик († 1951 г.)
- 1880 г. – Хари Бор, френски актьор († 1943 г.)
- 1884 г. – Ото Майерхоф, германски физик, Нобелов лауреат († 1951 г.)
- 1893 г. – Добрин Василев, български писател и библиограф († 1956 г.)
- 1900 г. – Димитър Каданов, български учен († 1982 г.)
- 1903 г. – Ян Тинберген, холандски иконометрист, Нобелов лауреат през 1969 г. († 1994 г.)
- 1912 г. – Александър Петков, български хидролог († 1986 г.)
- 1919 г. – Драган Тенев, български юрист, писател и публицист († 1999 г.)
- 1919 г. – Петър Петров, български оперен певец († 2005 г.)
- 1924 г. – Лиляна Бочева, пианист и диригент на хор „Бодра смяна“ († 2005 г.)
- 1926 г. – Димитрина Савова, българска актриса († 2011 г.)
- 1933 г. – Монсерат Кабайе, испанска оперна певица († 2018 г.)
- 1934 г. – Досьо Досев, български актьор († 2022 г.)
- 1934 г. – Севелина Гьорова, български театровед († 2007 г.)
- 1934 г. – Тодор Еврев, български лекар, професор († 1994 г.)
- 1938 г. – Христо Тодоров, български филолог († 1983 г.)
- 1941 г. – Боби Мур, английски футболист († 1993 г.)
- 1946 г. – Ед О'Нийл, американски актьор
- 1947 г. – Дейвид Летърман, американски шоумен
- 1947 г. – Том Кланси, американски писател († 2013 г.)
- 1948 г. – Йошка Фишер, немски политик и държавник
- 1950 г. – Георги Ананиев, български политик († 2021 г.)
- 1954 г. – Джон Кракауер, американски писател и алпинист
- 1956 г. – Анди Гарсия, американски актьор
- 1956 г. – Смиляна Нитова-Кръстева, български политик и юрист
- 1957 г. – Стойчо Младенов, български състезател и треньор по футбол
- 1961 г. – Лиза Жерар, австралийска певица и филмов композитор
- 1962 г. – Йорданка Фандъкова, български политик
- 1964 г. – Пламен Манасиев, български актьор
- 1968 г. – Веселин Колчаков, български лекар
- 1971 г. – Десислава Тенекеджиева, българска актриса и певица
- 1973 г. – Юрий Иваников, български футболист
- 1974 г. – Антйе Равич Щрубел, немска писателка
- 1975 г. – Елена Алексиева, българска писателка
- 1975 г. – Цветелина Янчулова, българска волейболистка
- 1979 г. – Дженифър Морисън, американска актриса
- 1979 г. – Клеър Дейнс, американска актриса
- 1980 г. – Ерик Монгрен, канадски китарист
- 1985 г. – Шахрияр Мамедяров, азербайджански шахматист

## Починали
- 65 г. – Луций Аней Сенека, римски философ, държавник и драматург (* ок. 3 пр.н.е.)
- 238 г. – Гордиан I, римски император (* ок. 159)
- 238 г. – Гордиан II, римски император (* ок. 192)
- 352 г. – Юлий I, римски папа (* неизв.)
- 1212 г. – Всеволод III, велик княз на Киев и Владимир-Суздал (* 1154 г.)
- 1555 г. – Хуана Кастилска, кралица на Кастилия (* 1479 г.)
- 1782 г. – Пиетро Метастазио, италиански поет и либретист (* 1698 г.)
- 1817 г. – Шарл Месие, френски астроном (* 1730 г.)
- 1891 г. – Олга Фьодоровна, велика руска княгиня (* 1839 г.)
- 1909 г. – Данаил Попов, български революционер (* 1840 г.)
- 1934 г. – Никола Генев, български военен деец (* 1856 г.)
- 1938 г. – Фьодор Шаляпин, руски оперен певец – бас (* 1873 г.)
- 1945 г. – Франклин Рузвелт, 32-ри президент на САЩ (* 1882 г.)
- 1971 г. – Игор Там, руски физик, Нобелов лауреат през 1958 г. (* 1895 г.)
- 1972 г. – К. В. Керам, германски журналист и популяризатор на науката (* 1915 г.)
- 1974 г. – Методи Андонов, български режисьор (* 1932 г.)
- 1975 г. – Джозефин Бейкър, американска танцьорка (* 1906 г.)
- 1975 г. – Миле Марковски, български и македонски писател (* 1939 г.)
- 1981 г. – Джо Луис, американски боксьор (* 1914 г.)
- 1986 г. – Валентин Катаев, съветски писател (* 1897 г.)
- 1988 г. – Алън Пейтън, южноафрикански писател (* 1903 г.)
- 1990 г. – Сергей Закариадзе, грузински актьор (* 1909 г.)
- 1994 г. – Димитър Велинов, български военен деец (* 1922 г.)
- 1997 г. – Джордж Уолд, американски физиолог, Нобелов лауреат през 1967 г. (* 1906 г.)
- 2001 г. – Венцеслав Андрейчев, български ядрен физик (* 1941 г.)
- 2005 г. – Георги Пачеджиев, български футболист и треньор по футбол (* 1916 г.)
- 2014 г. – Борис Карадимчев, български композитор и преподавател (* 1933 г.)

## Празници
- Ден на римската богиня на победата Виктория
- Международен ден на авиацията и космонавтиката
- Либерия – Ден на освобождението
- Украйна – Ден на работещите в ракетно-космическия отрасъл